# Рар, Лев Александрович
Лев Алекса́ндрович Рар (30 сентября (13 октября) 1913, Москва, Российская империя — 8 ноября 1980, Кёльн, ФРГ) — русский зарубежный деятель, историк, публицист, член Народно-Трудового Союза (НТС). Брат церковного деятеля Г. А. Рара. Племянник участника Белого Движения полковника В. Ф. Рара. Внучатый племянник москвоведа Э. В. Готье-Дюфайе.

## Биография
Лев Александрович Рар происходил из купеческой семьи скандинавского происхождения,[уточнить]  относящейся к сословию Потомственных почётных граждан Российской империи.
Его отец Александр Александрович Рар (1885—1952) в Первую мировую войну в звании поручика в III Гренадерской артиллерийской бригаде воевал на Галицийском фронте. Октябрьская революция застала его в лазарете, после чего он, как офицер, был интернирован в первом московском концлагере в Андрониковом монастыре.
Мать Л. А. Рара, Елизавета Львовна Готье-Дюфайе (Dufayer dit Gautier) (1890—1920), происходила из купеческой семьи французского происхождения. Её отец Лев Владимирович Готье-Дюфайе (1856—1912), брат известного москвоведа Э. В. Готье-Дюфайе, был крупным промышленником и торговцем железом, руководил торговым домом «Л. В. Готье», был членом Московского отделения Совета торговли и мануфактур, председателем Терского горнопромышленного акционерного общества. В 1895 году он основал «Тульскую металлургическую компанию». В 1898 году он построил для своей семьи особняк в Машковом переулке № 3, в котором Лев Рар родился и в котором сейчас находится Посольство Латвии в Москве.
После кончины Елизаветы Львовны А. А. Рар в 1921 году женился на Наталье Сергеевне Юдиной (1897—1980), сестре известного хирурга С. С. Юдина.
Поскольку предки Раров происходили с острова Эзель, семья в 1924 году как «классовый враг» была выселена в ставшую после революции независимой Эстонию, но уже скоро переселилась в Либаву в Латвии. Здесь Рар окончил немецкую гимназию. В 1929—1930 годы он состоял в «Братстве русской правды». После двух лет учительствования он окончил инженерный факультет Рижского университета и работал инженером в латвийской фирме.
19 сентября 1939 он в Риге женился на Людмиле Николаевне Павловской (5 (18) сентября 1913, Санкт-Петербург — 5 июня 1991, Лондон), дочери профессора Санкт-Петербургского университета.
После присоединения Латвии к СССР в 1940 году Рарам в 1941 году на одном из последних немецких кораблей удалось бежать в Германию. В 1942 году Рар вернулся в Ригу, где стал сотрудничать с Национально-Трудовым Союзом (ныне — Народно-Трудовой Союз российских солидаристов, НТС) и спасал сотни русских детей, осиротевших в связи с карательными акциями эсэсовцев в Белоруссии. В 1944 году он, вернувшись в Германию, присоединился к Русскому освободительному движению, став начальником административно-хозяйственного отдела КОНРа, где работал вместе с полковником К. Г. Кромиади. Рар принимал участие в разработке «Пражского Манифеста» 1944 года.
С 1945 года возглавлял лагеря перемещённых лиц «Рузвельт» в Лерте и «Колорадо» в Лемго, в Британской зоне оккупации Германии, где издавал журнал «Всходы». Вместе с другими членами НТС спасал русских беженцев от насильственной репатриации.
С 1948 году работал на русской службе радио Би-би-си в Лондоне и возглавлял местный отдел НТС. В 1952 году в Лондоне издавал газету «Россиянин». С 1954 года работал во Франкфурте в системе НТС. С 1955 года до смерти был членом Исполнительного Бюро Совета НТС. В 1957 году Рар организовал работу Гаагского конгресса «За права и свободу России». В 1959—1961 годы он, живя в Париже, был первым председателем вновь созданного «Управления Зарубежного Отдела НТС». Долгие годы он работал в Закрытом секторе НТС. В 1966—1967 годы он возглавлял «Фонд Свободной России». В 1971—1974 годы он был главным редактором журнала «Посев», с 1976 года до смерти руководил издательством «Посев».
В 1980 году должен был вернуться в Лондон, чтобы возглавить там отдел и оперативный участок НТС, однако 7 сентября 1980 г. под Кёльном попал в автокатастрофу, от последствий которой скончался 8 ноября 1980 г. в больнице в Кёльне; похоронен в Лондоне, рядом с женой и отцом.

## Семья
Дети Л. А. и Л. Н. Рар, Георгий (26 апреля 1941, Любц — 3 сентября 2014, Иоганнесбург) и Елизавета (род. 27 января 1951, Лондон), после кончины родителей переехали из Лондона в Иоганнесбург (ЮАР), где активно участвовали в создании и жизни местной русской православной церкви. Елизавета в своём доме устраивала приём с Председателем ОВЦС РПЦ митрополитом Смоленским Кириллом.
Сестра Л. А. Рара Елена (31 декабря 1910, Москва — 9 июля 1955, Касабланка) в 1939 году в Либаве вышла замуж за Романа Мартыновича Зиле (1900, Одесса — 1971, Кёльн), сына ректора Рижского университета Мартына Зиле. В 1941 году они бежали в Германию, а в 1949 году переселились в Касабланку во Французском Марокко, где Елена скончалась от болезни. Её могила сохранилась на местном христианском кладбище Бен-Мсик.
Брат Л. А. Рара Глеб Рар (3 октября 1922, Москва — 3 марта 2006, Фрайзинг) был церковным и общественным деятелем, работал журналистом, активно участвовал в работе НТС и был одним из деятелей Русской Православной Церкви за границей, за объединение которой с Московской Патриархией он выступал с 1990 года.

## Сочинения
- Журнал «Всходы». Издавался в  лагере беженцев 1945/46 гг.
- Газета «Россиянин»; Лондон 1952—1954.
- Ранние годы. 1930—1948: Очерк истории Народно-Трудового Союза. изд-во «Посев», Москва 2003 (2-е издание), ISBN 978-5-85824-147-8
- Казнимые сумасшествием (о карательной психиатрии в СССР), изд-во «Посев», Франкфурт 1971
- НТС до войны. «Грани», № 47, Франкфурт 1960